# Myroconger seychellensis
Myroconger seychellensis är en fiskart som beskrevs av Emma S. Karmovskaya 2006. Myroconger seychellensis ingår i släktet Myroconger och familjen Myrocongridae. Inga underarter finns listade i Catalogue of Life.